# (73982) 1998 DB17
(73982) 1998 DB17 – planetoida z pasa głównego asteroid okrążająca Słońce w ciągu 5,51 lat w średniej odległości 3,12 j.a. Odkryta 23 lutego 1998 roku.